# Sospensione cardanica

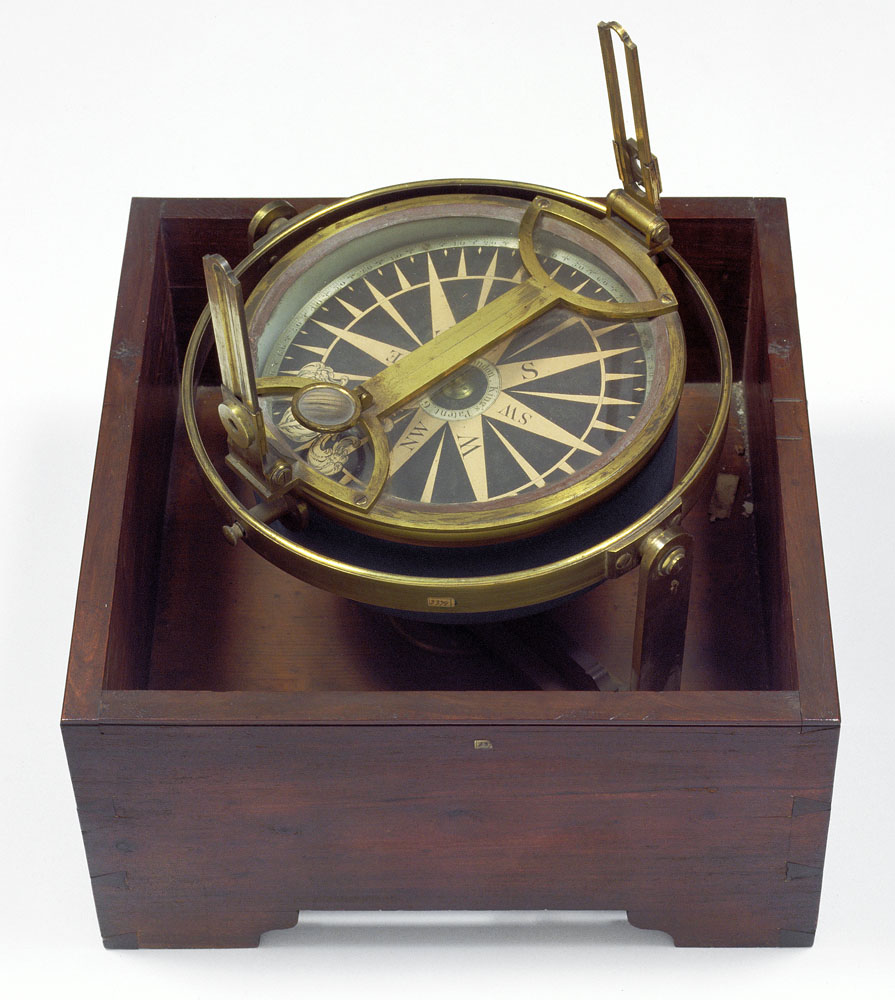
Bussola azimutale di George Wright con sospensione cardanica.

Rappresentazione di una sospensione cardanica a tre assi.

Una sospensione cardanica è una montatura formata da tre anelli mobili imperniati in modo concentrico uno dentro l'altro e collegati ortogonalmente con giunture mobili.
Nell'utilizzo tipico, una bussola giroscopica viene incardinata dentro l'anello interno e lo mantiene fisso per effetto giroscopico sul piano orizzontale nonostante i movimenti del supporto (solidale con una nave o un aereo). Prende il nome dal matematico Girolamo Cardano (1501-1576), suo presunto inventore, anche se in realtà essa fu proposta in tempi più antichi.